# Astyanax
Astyanax è un genere di pesci d'acqua dolce, appartenente alla famiglia dei Characidae.

## Distribuzione e habitat
Questo genere è diffuso in tutto il continente americano: dagli Stati Uniti meridionali (Texas, Arizona, California, Mississippi) al Centro (Messico, Panama) e Sudamerica (Brasile, Guyana, Venezuela, Argentina), dove gli Astyanax vivono nel bacino amazzonico e di altri fiumi tropicali.

Gli habitat sono diversi: dai bacini calmi e vegetati ai torrenti con forte corrente. Astyanax jordani abita le acque sotterranee.

## Specie
- Astyanax abramis
- Astyanax aeneus
- Astyanax alburnus
- Astyanax altior
- Astyanax altiparanae
- Astyanax angustifrons
- Astyanax anterior
- Astyanax aramburui
- Astyanax argyrimarginatus
- Astyanax armandoi
- Astyanax asuncionensis
- Astyanax atratoensis
- Astyanax bimaculatus
- Astyanax biotae
- Astyanax bockmanni
- Astyanax bourgeti
- Astyanax brachypterygium
- Astyanax brevirhinus
- Astyanax caucanus
- Astyanax chaparae
- Astyanax chico
- Astyanax clavitaeniatus
- Astyanax cordovae
- Astyanax correntinus
- Astyanax cremnobates
- Astyanax daguae
- Astyanax depressirostris
- Astyanax dnophos
- Astyanax eigenmanniorum
- Astyanax elachylepis
- Astyanax endy
- Astyanax erythropterus
- Astyanax fasciatus
- Astyanax fasslii
- Astyanax festae
- Astyanax filiferus
- Astyanax gisleni
- Astyanax giton
- Astyanax goyacensis
- Astyanax gracilior
- Astyanax guaporensis
- Astyanax guianensis
- Astyanax gymnogenys
- Astyanax hastatus
- Astyanax henseli
- Astyanax hermosus
- Astyanax integer
- Astyanax intermedius
- Astyanax ita
- Astyanax jacuhiensis
- Astyanax janeiroensis
- Astyanax jenynsii
- Astyanax jordani
- Astyanax kennedyi
- Astyanax kompi
- Astyanax kullanderi
- Astyanax lacustris
- Astyanax latens
- Astyanax laticeps
- Astyanax leonidas
- Astyanax leopoldi
- Astyanax lineatus
- Astyanax longior
- Astyanax maculisquamis
- Astyanax magdalenae
- Astyanax marionae
- Astyanax maximus
- Astyanax megaspilura
- Astyanax mexicanus
- Astyanax microlepis
- Astyanax microschemos
- Astyanax multidens
- Astyanax mutator
- Astyanax myersi
- Astyanax nasutus
- Astyanax nicaraguensis
- Astyanax obscurus
- Astyanax ojiara
- Astyanax orbignyanus
- Astyanax orthodus
- Astyanax pampa
- Astyanax paraguayensis
- Astyanax parahybae
- Astyanax paranae
- Astyanax paranahybae
- Astyanax paris
- Astyanax pedri
- Astyanax pelecus
- Astyanax pelegrini
- Astyanax poetzschkei
- Astyanax potaroensis
- Astyanax pynandi
- Astyanax ribeirae
- Astyanax rivularis
- Astyanax robustus
- Astyanax ruberrimus
- Astyanax rupununi
- Astyanax saguazu
- Astyanax saltor
- Astyanax scabripinni
- Astyanax schubarti
- Astyanax scintillans
- Astyanax siapae
- Astyanax stenohalinus
- Astyanax stilbe
- Astyanax superbus
- Astyanax symmetricus
- Astyanax taeniatus
- Astyanax totae
- Astyanax trierythropterus
- Astyanax troya
- Astyanax tumbayaensis
- Astyanax tupi
- Astyanax turmalinensis
- Astyanax unitaeniatus
- Astyanax validus
- Astyanax venezuelae
- Astyanax villwocki